# Forcipulatida
Forcipulatida è un ordine di stelle marine.

## Famiglie
- Asteriidae Gray, 1840
- Heliasteridae Viguier, 1878
- Zoroasteridae Sladen, 1889